# Агафоніха
Агафо́ніха (рос. Агафониха) — присілок у складі Дмитровського міського округу Московської області, Росія.